# Domenico Cocoli
 (avril 2024).
Domenico Cocoli, né le 12 août 1747 à Brescia et mort le 27 novembre 1812, est un mathématicien et physicien italien actif dans le domaine de l'ingénierie hydraulique,.

## Biographie
Né à Brescia, Domenico Cocoli commence à étudier l'architecture, puis se voit accorder une pension par un mécène pour poursuivre ses études. En 1774, il obtient la chaire de physique et de mathématiques. En 1777, il publie les Elementi di geometria e trigonometria.
Grâce à la renommée de son livre, il devient conseiller de la république de Venise en faisant partie des cinq physiciens chargés d'étudier le problème de l'endiguement des crues du fleuve Brenta et occupe diverses fonctions jusqu'en 1797. En 1802, il est nommé membre du collège électoral des savants de la République italienne napoléonienne.

## Œuvres

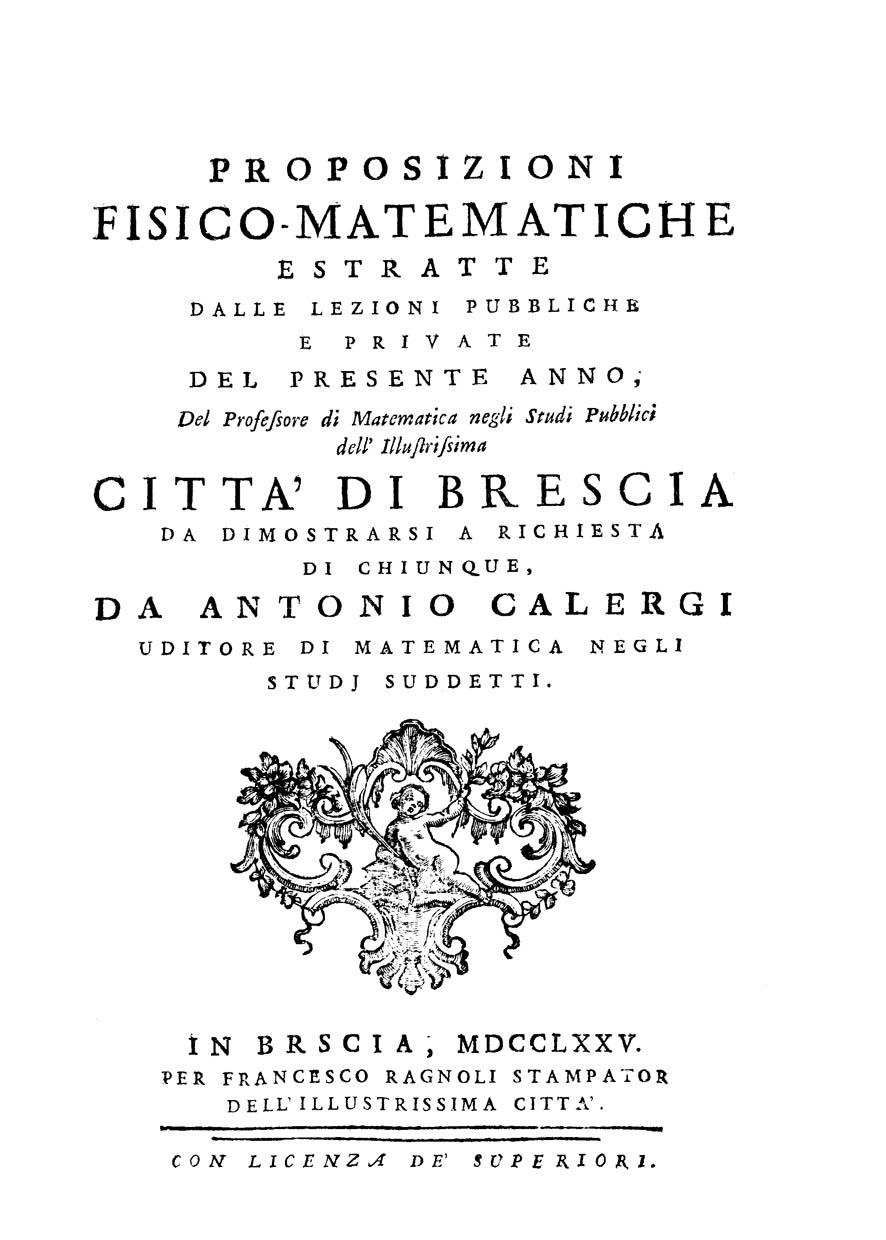
Proposizioni fisico-matematiche (1775).

- (it) Proposizioni fisico-matematiche, Brescia, Francesco Ragnoli, 1775 (lire en ligne)
- (it) Dissertazione sopra il quesito Stabilire la vera teoria delle acque uscenti da' fori aperti ne' vasi, e mostrare in quai circostanze possa ella applicarsi alle acque correnti negli alvei naturali, Brescia, Fratelli Pasini, 1783 (lire en ligne)
- (it) Elementi di geometria e trigonometria ad uso delle scuole pubbliche dell'illustrissima città di Brescia, Brescia, Fratelli Pasini, 1792 (lire en ligne)